# YanYan Li
YanYan Li é um matemático chinês, professor da Universidade Rutgers, especialista em equações diferenciais parciais elípticas.
Obteve um Ph.D. em 1988 na Universidade de Nova Iorque, orientado por Louis Nirenberg.
Foi palestrante convidado do Congresso Internacional de Matemáticos em Pequim (2002). É fellow da American Mathematical Society.

## Publicações selecionadas
- Yan Yan Li and Itai Shafrir. Blow-up analysis for solutions of −Δu = Veu in dimension two. Indiana Univ. Math. J. 43 (1994), no. 4, 1255–1270. doi:10.1512/iumj.1994.43.43054
- Yan Yan Li. Prescribing scalar curvature on Sn and related problems. I. J. Differential Equations 120 (1995), no. 2, 319–410. doi:10.1006/jdeq.1995.1115
- Yan Yan Li. Prescribing scalar curvature on Sn and related problems. II. Existence and compactness. Comm. Pure Appl. Math. 49 (1996), no. 6, 541–597.